# N'Zikpli
Pour les articles homonymes, voir Baoulé.
Le peuple N'Zikpli constitue un sous-groupe des Baoulés, qui sont l'une des principales ethnies de Côte d'Ivoire. Voici un aperçu de leur histoire, de leur culture et de leur structure sociale,.

## Localisation des N'Zikpli
Le sous groupe est localisé  au sud de Bouaké. Les N'zipkli ont pour voisin les Katchéneou (Agba) et les Ngban à l'est. Les  Agban et les Faafoué au sud. Les Ahitou à l'ouest, les Ndranouan et les Sa au nord.
Les fractions Nzikpli sont les suivantes : Afaman, Gokri, Molonou, Niangui, Séré,.